# Exoprosopa nigrita
Exoprosopa nigrita är en tvåvingeart som först beskrevs av Fabricius 1775.  Exoprosopa nigrita ingår i släktet Exoprosopa och familjen svävflugor.
Artens utbredningsområde är Surinam. Inga underarter finns listade i Catalogue of Life.